# 徳田良仁
徳田 良仁（とくだ よしひと、1925年9月22日 - 2021年2月16日）は、日本の精神科医。

## 略歴
神奈川県横浜市出身。1953年、東京慈恵会医科大学卒業。1959年、東京大学生物系第二臨床大学院博士課程修了、医学博士。東京大学医学部附属病院精神神経科勤務。1961年、日本医科大学精神医学教室講師。1965年、神経研究所附属晴和病院副院長。1991年、長谷川病院副院長。2001年、北野台病院勤務。日本芸術療法学会名誉会長、国際表現学会国際委員、日本精神衛生会理事。

## 著書
- 『初歩・精神病理学 あなたも狂っていないか』光文社、1970　カッパ・ブックス
- 『夢のひみつ』ポプラ社、1977　少年ブックス
- 『芸術の人間学 画家10人の創造の軌跡』美術出版社、1978
- 『現代人の夢診断 夢を創造的に生かすために』ティビーエス・ブリタニカ、1980
- 『創造と狂気』1980　講談社現代新書
- 『美的生活へのいざない』ティビーエス・ブリタニカ、1981
- 『芸術を創造する力 イメージのダイナミックス』紀伊國屋書店、1986
- 『心を癒す芸術療法 心に"いい汗"をかきませんか』ごま書房、1997

## 共編著
- 『芸術と狂気』加賀乙彦共編著　造形社、1971
- 『学校精神衛生の展望』小林司共編　日本精神衛生会、1975
- 『人間の心と性科学』1-2　小林司共編　星和書店、1977-1978
- 『精神医療における芸術療法』式場聡共編著　牧野出版、1982
- 『講座サイコセラピー 第7巻　アートセラピー』村井靖児共編著　日本文化科学社、1988
- 『精神医学・行動科学辞典 英独仏ラー和』小林司共編　医学書院、1993

## 翻訳
- N.トマシェヴィッチ『死の画家ティスニカル』恒文社、1980
- E.クレイマー『心身障害児の絵画療法』加藤孝正共訳　黎明書房、1980
- マンフレート・イン・デア・ベーク『真実のゴッホ ある精神科医の考察』西村書店、1992
- J.A.ルービン編『芸術療法の理論と技法』監訳　誠信書房、2001

## 参考
- 心身障害児の絵画療法 - 紀伊國屋書店BookWeb